# Nazionale maschile under 17 di football americano del Guatemala
La nazionale Under-17 di football americano del Guatemala è la selezione maggiore maschile di football americano della AGFA che rappresenta il Guatemala nelle varie competizioni ufficiali o amichevoli riservate a squadre nazionali.

## Dettaglio stagioni

### Amichevoli
| Stagione | Vin | Par | Per | Tot | PF | PS | avversaria  |
| -------- | --- | --- | --- | --- | -- | -- | ----------- |
| 2015     | 1   | 0   | 0   | 1   | 18 | 12 | El Salvador |
| Totale   | 1   | 0   | 0   | 1   | 18 | 12 |             |

### Riepilogo partite disputate
| Anno             | Luogo       | Evento     | Fase del torneo | Incontro                | Risultato |
| 15 novembre 2015 | Santa Tecla | Amichevole |                 | El Salvador - Guatemala | 12 - 18   |

## Confronti con le altre Nazionali
Questi sono i saldi del Guatemala nei confronti delle Nazionali incontrate.

### Saldo positivo
| Nazionale   | Giocate | Vinte | Pareggiate | Perse | PF | PS | Ultima vittoria | Ultimo pari | Ultima sconfitta |
| ----------- | ------- | ----- | ---------- | ----- | -- | -- | --------------- | ----------- | ---------------- |
| El Salvador | 1       | 1     | 0          | 0     | 18 | 12 | 2015            | -           | -                |